# Diplacodes lefebvrii
Diplacodes lefebvrii é uma espécie de libelinha da família Libellulidae.
Pode ser encontrada nos seguintes países: África do Sul, Argélia, Angola, Botswana, Burkina Faso, Camarões, Chade, Costa do Marfim, Egipto, Guiné Equatorial, Etiópia, Gâmbia, Gana, Guiné, Guiné-Bissau, Libéria, Madagáscar, Malawi, Mali, Maurícia, Marrocos, Moçambique, Namíbia, Níger, Nigéria, Quénia, Reunião, São Tomé e Príncipe, Senegal, Seychelles, Serra Leoa, Somália, Sudão, Tanzânia, Togo, Uganda, Zâmbia, Zimbabwe e possivelmente em Burundi.
Os seus habitats naturais são: florestas subtropicais ou tropicais húmidas de baixa altitude, savanas áridas, savanas húmidas, matagal árido tropical ou subtropical, matagal húmido tropical ou subtropical, rios, rios intermitentes, áreas húmidas dominadas por vegetação arbustiva, pântanos, lagos de água doce, lagos intermitentes de água doce, marismas de água doce e marismas intermitentes de água doce.